# Melanitis belinda
Melanitis belinda är en fjärilsart som beskrevs av Smith 1895. Melanitis belinda ingår i släktet Melanitis och familjen praktfjärilar. Inga underarter finns listade i Catalogue of Life.